# Polypterus weeksii
A Polypterus weeksi a sugarasúszójú halak (Actinopterygii) osztályába a sokúszóscsuka-alakúak (Polypteriformes) rendjébe és a sokúszós csukafélék (Polypteridae) családjába tartozó faj.

## Előfordulása és élőhelye
Ez a nyújtott testű, kemény rombusz alakú pikkelyekkel fedett hal, Közép-Afrika folyói és tavai sekélyebb részein, vízinövények között fordul elő.

## Megjelenése
Testhossza 40 centiméter. Hátúszója apró, zászlószerű részekből áll, amelyeket csontos úszósugarak merevítenek.

## Életmódja
Halakkal, békákkal és gőtékkel táplálkozik.